# Hvozdnice (Hradec Králové)
Hvozdnice è un comune della Repubblica Ceca facente parte del distretto di Hradec Králové, nella regione omonima.